# Peñausende
Peñausende – gmina w Hiszpanii, w prowincji Zamora, w Kastylii i León, o powierzchni 95,02 km². W 2011 roku gmina liczyła 467 mieszkańców.